# Rukiya Chekamondo
Rukiya Kulany Chekamondo (sinh 07 tháng 10 năm 1965), đôi khi được đánh vần thành Rukia Kulany Chekamondo, là một nhà giáo dục và chính trị gia người Uganda. Bà là Bộ trưởng Tư nhân hóa trong Bộ Tài chính, từ tháng 6 năm 2006 đến tháng 5 năm 2011  Trong cuộc cải tổ nội các ngày 27 tháng 5 năm 2011, bà đã bị loại khỏi nội các và được thay thế bằng Aston Kajara. Bà cũng từng là Thành viên của Quốc hội (MP) được bầu với tư cách Đại diện Phụ nữ của Quận Kapchorwa, từ năm 2006 đến 2011. Trong cuộc bầu cử quốc gia năm 2011, bà đã bị nghị sĩ đương nhiệm hiện tại, Phyllis Chemutai, một chính trị gia độc lập, đánh bại.

## Giáo dục
Rukiya Kulany Chekamondo đã đạt được Chứng chỉ Giáo dục Cấp III, vào năm 1986, từ Học viện Giáo dục (ITEK), một trong những tổ chức hợp nhất để trở thành Đại học Kyambogo. Bà tiếp tục lấy bằng Cao đẳng Giáo dục Trung học, vào năm 1993, cũng từ ITEK. Bằng Cử nhân Giáo dục về Ngôn ngữ Anh và Văn học Anh, được lấy vào năm 1999, từ Đại học Makerere, trường đại học lâu đời nhất ở Uganda, được thành lập vào năm 1922. Chekamondo cũng có bằng sau đại học về Kế hoạch & Quản lý Giáo dục (1999), và trong Hướng dẫn Tư vấn (2001), cả hai bằng này đều của ITEK. Bà lấy bằng Thạc sĩ Giáo dục về Giáo dục Ngôn ngữ và Văn học Anh vào năm 2004 từ Đại học Makerere.

## Kinh nghiệm làm việc
Chekamondo đã là một giáo viên kể từ khi bà có được chứng chỉ giảng dạy đầu tiên vào năm 1986. Từ năm 1993 đến năm 1995, bà đã làm việc cho Matron, tại Học viện Hồi giáo Bilal, một trường học ở Kampala, thủ đô của Uganda. Chekamondo tham gia chính trị vào năm 2006, tranh cử cho Quận Kapchorwa, Đơn vị đại diện phụ nữ của đảng Phong trào Kháng chiến Quốc gia (NRM). Bà đã thắng cử, và vào ngày 1 tháng 6 năm 2006 được bổ nhiệm làm Bộ trưởng Bộ Tư nhân hóa. Trong tháng 3 năm 2011, Chekamondo mất ghế quốc hội và trong tháng 5 năm 2011, bà đã bị loại khỏi nội các trong một cuộc cải tổ.